# Peralillo
Peralillo est une commune du Chili faisant partie de la province de Colchagua, elle-même rattachée à la région O'Higgins. En 2012, sa population s'élevait à 10 933 habitants. La superficie de la commune est de 283 km2 (densité de 39 hab./km2). L'arrivée du chemin de fer à Alcones en 1893 entraine le développement de villages et de villes le long de son itinéraire. C'est ainsi que nait Peralillo qui prend le statut de commune 1902,. La commune est située dans la vallée du rio Tinguiririca. Elle se trouve à environ 139 kilomètres au sud-ouest de la capitale Santiago et 47 kilomètres à l'est de San Fernando capitale de la Province de Colchagua.

Position de Peralillo (en rouge) au sein de la Province de Colchagua.